# 山電サービス
山電サービス株式会社（さんでんサービス）は、兵庫県明石市に本社を置き、測量・設計・建設・電気工事・車両工事・自動車整備・清掃などを行う山陽電気鉄道の子会社である。

## 沿革
- 1919年 - 12月20日 宇治川電気株式会社の子会社として大阪電機工業所設立。
- 1944年 - 3月30日 大阪電機工業に社名変更。
- 1946年 - 山陽電気鉄道の電車修繕、定期検査、艤装、塗装工事、およびバスの修理、検査に資源を集中。
- 1969年 - 4月 清掃請負業へ参入（山陽電気鉄道の電車・駅清掃業務）。
- 1975年 - 4月 大阪市淀川区に大阪自動車整備工場を建設　民間車検指定工場の資格を取得し、営業を開始。
- 1976年 - 4月1日 山電サービスに社名変更。
- 1991年 - 10月 土木関連業務へ参入。
- 1992年 - 11月 測量業者登録。
- 1993年 - 8月 特定建設業許可を取得。
- 2003年 - 1月 株式会社山電テクニックセンターと合併し電気工事業へ参入。山陽電気鉄道各駅の駅務機器・電気設備の点検、保守を行う。
- 2011年 - 9月 神戸市垂水区に小束山自動車整備工場を建設。大阪自動車整備工場から移転。